# Lumen
Lumen (укр. Люмен, рос. Люмен, з лат. lumen — світло) — російський рок-гурт, заснований у 1996 році в місті Уфа.

## Поточний склад
- Рустем «Тем» Булатов — вокал, семпли, клавішні
- Ігор «Гарік» Мамаєв — гітара, бек-вокал
- Євген «Шмєль» Трішин — бас-гітара, гітара
- Денис «Ден» Шаханов — ударні

## Історія
- 1996 рік — заснування гурту, перші переспіви пісень гуртів Гражданская оборона, Кино, Чиж тощо
- 1997 рік — перші репетиції
- 1999 рік — Lumen отримує низку нагород, перші виступи на фестивалях
- 2000 рік — перші сольні концерти, виступ на фестивалі «Мы вместе»
- У 2002 році відбувся перший реліз гурту — концертний альбом «Live in Navigator club». Пісня «Сид и Ненси» потрапляє в ефір «Нашого радіо»
- 2003 рік — реліз студійного альбому «Без консервантов»
- У 2004 році Lumen починають працювати з продюсером лейблу «Музыка-Вдох» Вадимом Базеєвом, з яким записують другий студійний альбом «Три пути». Пісні «C4» та «Сколько» знову потрапляють в радіоефір.
- 2005 рік — вихід концертного альбому «Одной крови» та студійного альбому «Свобода»
- Навесні 2006 року відбувається концерт у пітерському клубі «Порт», знімається на відео і стає першим офіційним DVD-релізом групи, який отримує назву «Дыши».
- 2007 рік — вихід студійного альбому «Правда?» та концертного альбому «Буря»
- 2008 рік — альбом «Правда?» виграє у номінації «Найкращий альбом» на XII Премії журналу Fuzz. 11 жовтня гурт виграє в номінації «Найкраща група» на RAMP 2008.
- 2009 рік — вихід альбому «Мир»
- 2011 рік — вихід концертного альбому «Лабиринт»
- 2014 рік — вихід акустичного концертного альбому «Акустика»
- 2015 рік — вихід концертного альбому «Всегда 17 — всегда война»

## Дискографія

### Студійні альбоми
- 2003 — Без консервантов
- 2004 — Три пути
- 2005 — Свобода
- 2007 — Правда?
- 2009 — Мир
- 2012 — На Части
- 2013 — Нет времени для любви

### Концертні альбоми
- 2002 — Live in Navigator club
- 2005 — Одной крови
- 2006 — Дыши
- 2007 — Буря
- 2011 — Лабиринт
- 2014 — Акустика

### Сингли
- 2002 — Пассатижи (максі-сингл)
- 2008 — TV no more (інтернет-сингл)
- 2015 — «Наши имена» (спільно з гуртом Порнофильмы)
- 2016 — «Голоса мира»

## Відеографія

### DVD
- «Дыши» — Live club Port (2006)
- «Буря — Live club B1» — (2007, 2009)
- «RECORD Мира» — документальний фільм про запис альбому «Мир», 2010 рік
- «Акустика» — центр ім. Мейєрхольда, Москва, 2014 рік
- «Всегда 17 — всегда война» — клуб Stadium Live (запис концерту від 6 грудня 2014 року), 25 травня 2015 року

### Кліпи
- Сид и Ненси [Архівовано 3 березня 2019 у Wayback Machine.] (2003) (присвячено пам'яті Сіда Вішеза)
- Сколько? (2006)
- Государство — Live club Port, Санкт-Петербург (2006)
- Иди в отмах — live at B1 Maximum, Москва (2008)
- Вся вера и любовь этого мира (2009)
- Лабиринт (2010)
- Не надо снов (2011)
- Тень — (2012), Режисер Евгеній Тамецький
- Не простил — 2012
- На части — 2013, Режисер Єгор Абраменко
- Карусель — 2013, Режисер та оператор: Євгеній Тамецький
- Ангелы здесь [Архівовано 29 жовтня 2014 у Wayback Machine.] — 8 березня 2014 року, режисер Євгеній Тамецький
- Кроме любви [Архівовано 16 липня 2015 у Wayback Machine.] — 14 березня 2014 року, виробництво Pocket studio
- Небо в огне [Архівовано 9 лютого 2019 у Wayback Machine.] — 13 травня 2014 року, режисер Андрій Кочкін
- Голоса мира [Архівовано 5 листопада 2016 у Wayback Machine.] — 11 березня 2016 року, режисер Олександр Маков, оператор: Михайло Якунін